# Mogyosoma hamatum
Mogyosoma hamatum är en mångfotingart som beskrevs av Christoph D. Schubart 1944. Mogyosoma hamatum ingår i släktet Mogyosoma och familjen orangeridubbelfotingar. Inga underarter finns listade i Catalogue of Life.